# Beyond The Sea (entreprise)
Pour les articles homonymes, voir Beyond the Sea.
Beyond The Sea est une entreprise française créée le 12 juillet 2014 par Yves Parlier. Tournée vers l’innovation, elle est connue pour ses recherches, la conception et la fabrication de systèmes de traction de navires par kite avec comme objectif de participer à la décarbonation du secteur de la marine de commerce. Son siège social se situe dans le bassin d’Arcachon.
D’après l’entreprise, les innovations sur l'assistance vélique permettraient de réduire de 20 à 30 % les émissions de dioxyde de carbone des navires du commerce maritime mondial d’ici 2050.

## Histoire
Le projet commence en 2007 sous l’impulsion de l’ingénieur et navigateur Yves Parlier. Il part d’une sensibilité écologique de son fondateur et de ses expériences personnelles. C’est après plusieurs démâtages qu’il a pris conscience que l’utilisation d’une traction par aile de kite permettait à son bateau de revenir au port en toute sécurité. L’objectif affiché de Yves Parlier est « d’apporter des solutions aux bateaux à moteur afin de limiter leurs émissions de gaz à effet de serre (GES) et leur consommation d’énergie fossile ».
En 2011, le projet fait partie des six projets retenus par l’Agence de l'environnement et de la maîtrise de l'énergie (ADEME) dans le cadre du programme « Navires du Futur » et permet à son créateur de bénéficier de 4 millions d’euros de subventions,. La stratégie du projet étant de commencer petit puis de développer des voiles de plus en plus grandes grâce à l’expérience acquise.
Beyond The Sea est créé en 2014. L’activité principale déclarée de l’entreprise est la « Recherche en ingénierie, l'innovation, la conception et la fabrication de systèmes de traction de navires par "kite autopiloté et automatisé" ».
Les premiers prototypes sont financés par le fondateur et par les fonds de l’ADEME. 
En novembre 2021, le fonds citoyen Team For The Planet, injecte 1 million d’euros dans le projet et rentre au capital de l’entreprise,.
Le 26 octobre 2022 est mis à l’eau l'hydroplaneur à deux coques, un catamaran sans moteur ni mât afin de tester à plus petite échelle le SeaKite®. Il est baptisé par Isabelle Autissier et porte le nom de l’innovation, SeaKite,,. Le 1er novembre, les premiers essais de kite sont réalisés avec une voilure de 25m² et une autre de 50m². 
Le même mois, Beyond The Sea est lauréat de l’AMI CORIMER 2022 via le consortium KiWin, ce qui lui permet d’être subventionnée par la BPI via France 2030. 
Le 11 octobre 2023, Beyond The Sea et l’entreprise néerlandaise Kitepower annoncent s’associer pour développer un système de kite d’une voilure de 40 à 60 m²,.
En février 2024, l’entreprise Team For The Planet réinjecte 4,5 millions d’euros dans Beyond The Sea pour contribuer à son développement. Cet investissement, en plus de l’aspect financier, permet de mettre en lumière l’entreprise aux yeux du grand public. À la même période, des premiers tests commencent à être réalisés sur le Forbin de l’armateur Geogas maritime.
Le 19 novembre 2024, l’entreprise annonce un partenariat de 4 ans avec la marine nationale française pour équiper des remorqueurs Les Abeilles,,.
En décembre de la même année, un partenariat est conclu avec la société Capgemini pour l’optimisation du système de pilotage des voiles.

## Enjeux environnementaux de l’aéro-traction
Le développement des voiles de Beyond The Sea s’aligne avec les objectifs de l’Organisation maritime internationale (OMI). La technologie de traction par kite doit permettre de réduire l'émission de CO2 des navires de la marine marchande. Le second enjeu est de réduire les nuisances sonores sous-marines créées par les moteurs afin de mieux préserver les écosystèmes marins.

## Produits développés
- LibertyKite : aile auto-stable pour la navigation de plaisance, la pêche artisanale et la course au large[21],[24],[25].
- SeaKite : système automatisé muni d’une aile pour les navires de grande envergure[21],[24],[25].